# 마이클 베일리 스미스

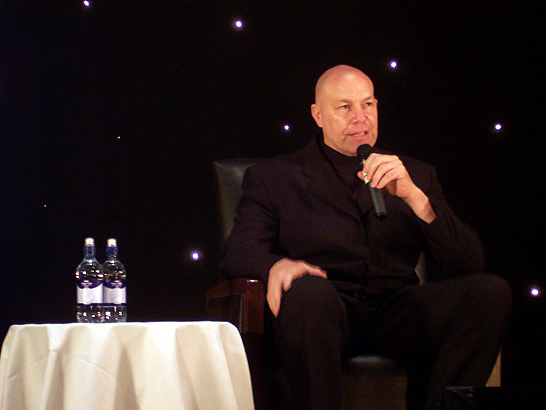

마이클 베일리 스미스(Michael Bailey Smith, 1957년 11월 2일 ~ )는 미국의 배우, 사업가, 스턴트 배우이다.

## 출연 작품
- 버스 드라이버 (2016년)
- 콕트 (2015년)
- 블랙 라이더 (2014년)
- 블러드 샷 (2013년)
- 라스트 더 맥스 (2010년) - 브루클린 브릿지 역
- 체인 레터 (2010년)
- 케어리스 (2007년)
- 힐즈 아이즈 2 (2007년)
- 스파이메이트 (2006년) - 휴고 역
- 힐즈 아이즈 (2006년) - 프루토 역
- The Unknown (2005) - 매니 역
- 헬 (2003년) - 발야 역
- 인사이드 (2002년) - 보 역
- 마스터 오브 디즈가이즈 (2002년)
- 흑협 2 (2002년)
- 언디스퓨티드 (2002년)
- 맨 인 블랙 2 (2002년)
- 서킷 (2001년) - 마이크 역
- 화성인 마틴 (1999년)
- 네비게이터(영어판) (1999년)
- 스페이스 마린 (1996년)
- 사이보그 3 (1995년)
- 베스트 오브 더 베스트 3 (1995년)
- 케이지 2 (1994년)
- 아이스 (1993년)
- CIA 암호명 알렉사 (1992년)
- 나이트메어 5 - 꿈꾸는 아이들 (1989년)

### 텔레비전
- 머피 브라운 (1995-96)
- 참드 (2000-02)